# Kidnapped (miniserie uit 1978)
Kidnapped (Nederlandse titel: Ontvoering en De avonturen van David Balfour) is een Frans-Duitse miniserie uit 1978, gebaseerd op de romans Kidnapped uit 1886 en Catriona uit 1893 van Robert Louis Stevenson. De serie werd in 1979 in Nederland uitgezonden door de VARA in dertien delen.

## Inhoud
De serie gaat over de avonturen van een 17-jarige weesjongen, genaamd David Balfour dat zich afspeelt in Schotland in de 18e eeuw.

## Rolverdeling
| Acteur          | Personage          |
| --------------- | ------------------ |
| David McCallum  | Alan Breck         |
| Ekkehardt Belle | David Balfour      |
| Aude Landry     | Catriona Drummond  |
| Patrick Magee   | Ebenezer Balfour   |
| Bill Simpson    | James Stewart      |
| Frank Windsor   | Colin Campbell     |
| John Carson     | James More         |
| Bernhard Wicki  | Hoseason           |
| Godfrey James   | Shuan              |
| Arthur Brauss   | Riarch             |
| James Cosmo     | Beggar             |
| Patrick Allen   | Lord Prestongrange |

## Productie
De begin- en eind-tune is de bekende melodie "David's Song" van Vladimir Cosma, dat kort daarna ook werd uitgebracht met tekst door The Kelly Family. De soundtrack Kidnapped van Cosma werd in 1978 uitgebracht door  Decca Records. In Nederland verscheen de plaat onder de titel: De avonturen van David Balfour door CNR Records.